# Lass Kourouma
Lancinet Kourouma Kourouma (Conakry, 30 de marzo de 2004), más conocido como Lass Kourouma, es un futbolista hispano-guineano que juega como centrocampista en la UD Ibiza de la Primera Federación, cedido por el Levante U. D. Es hermano de los también futbolistas Ilaix Moriba y Baba Kourouma.

## Trayectoria
Nacido en Conakry, Kourouma llegó a Barcelona en 2019 y se unió a las categorías inferiores del CF Damm. En 2020, firmó por el Levante UD, pero tuvo que esperar 18 meses para jugar debido a la normativa de la FIFA.
El 27 de julio de 2022, Kourouma firmó su primer contrato profesional con los granotas, tras acordar un contrato de tres años. En la temporada 2023-24, forma parte de la plantilla del Atlético Levante U. D. de la Tercera Federación.
El 2 de junio de 2024, hace su debut con el primer equipo del Levante U. D., sustituyendo en la segunda parte a Ángel Algobia en el empate 0-0 a domicilio en Segunda División contra la SD Huesca.
El 13 de agosto de 2024, Kourouma fue cedido al UD Ibiza de la Primera Federación.

## Clubs
| Club                   | País   | Año       |
| ---------------------- | ------ | --------- |
| Atlético Levante U. D. | España | 2023-2024 |
| Levante U. D.          | España | 2024-act. |
| UD Ibiza (cedido)      | España | 2024-act. |